# 致敬人民全国委员会
致敬人民全国委员会，也译作国家人民救助委员会或全国人民救赎委员会，是2020年8月19日马里政变时总统易卜拉欣·布巴卡尔·凯塔被逮捕并宣布辞职后由军方在该国建立的一个机构，委员会主席是阿西米·戈伊塔上校。

## 历史
2020年8月19日上午，即总统和总理被捕后的第二天，叛军通过伊斯梅尔·瓦格（Ismael Wague）少校对外宣布委员会正式组建，允诺在“合理”时间内举行总统和立法选举。当日，叛军推举阿西米·戈伊塔上校为委员会领导人。